# Jerry Carl
Jerry Lee Carl Jr. (Mobile, 17 giugno 1958) è un politico statunitense, membro della Camera dei rappresentanti per lo stato dell'Alabama dal 2021 al 2025.

## Biografia
Nato a Mobile, in Alabama, Carl si è diplomato alla Sylacauga High School nel 1977. Ha frequentato il Lake City Community College (ora Florida Gateway College) per un certo periodo, ma se ne è andato per tornare a casa a Mobile.
Carl ha lavorato per l'Alabama Power, quindi per Burford Equipment Company e come venditore per varie società di Mobile. Carl ha fondato Stat Medical, un'azienda di apparecchiature sanitarie, nel 1989. In seguito ha lavorato come manager presso Rotech Medical prima di fondare una società di sviluppo immobiliare. Carl ha fondato Carl and Associates, un gruppo di gestione, nel 2003. Ha poi avviato Cricket and Butterfly, LLC, un'azienda di legname.
Entrato in politica con il Partito Repubblicano, nel 2012 viene eletto nella commissione della contea di Mobile, dove viene rieletto nel 2016 e di cui diviene presidente nel 2019.
Nel 2020 si candida alla Camera dei Rappresentanti nel primo distretto dell'Alabama dopo la decisione di Bradley Byrne di non ricandidarsi. Nelle primarie repubblicane del 6 marzo è il più votato superando di poco il senatore statale Bill Hightower, che poi batte nel ballottaggio del 14 luglio con il 52% dei voti. Vince poi le elezioni generali di novembre contro il democratico James Averhart con il 64,4% dei voti, entrando in carica come deputato il 3 gennaio 2021.

## Vita privata
Sposato dal 1981 con Tina. La coppia ha due figli.